# کلاغ زیلی
کلاغ زیلی یک روستا در ایران است که در دهستان خوارتوران شهرستان شاهرود واقع شده‌است. کلاغ زیل ۳۱ نفر جمعیت دارد.